# Arnold Böcklin (шрифт)
Arnold Böcklin — шрифт в стиле модерн, разработанный в 1904 году в словолитне Отто Вайсерта в немецком Штутгарте. Шрифт был назван в память о швейцарском художнике Арнольде Бёклине, умершем в 1901 году. Дизайнер, разработавший шрифт, остался неизвестным.
В шрифте Arnold Böcklin можно увидеть следы цветочных форм югендстиля. Закрученные кривые ар-нуво также использовались для создания шрифта. Это[что?] похоже на бунт против реалистов — точно так же, как всё движение было отказом от современной морали и традиции. Шрифты такого типа в основном предназначались для набора заголовков на плакатах. Декоративное ощущение было гораздо важнее, чем удобочитаемость, и Arnold Böcklin имел особое значение для дизайна книг движения югендстиль.
Один из первых шрифтов, мало связанный с традиционной формой букв. Он никогда не был по-настоящему популярен, но в некоторых культурах[каких?] какое-то время использовался. Arnold Böcklin пережил ренессанс в 1960-х и 1970-х годах в свете общего возрождения стиля модерн в популярном дизайне. Его влияние можно увидеть в работах таких иллюстраторов, как Роджер Дин и стакиста Пола Харви. В начале 1980-х он был абсолютным стандартом испанской культуры в Нью-Мексико.
Права на товарный знак для Arnold Böcklin принадлежат компании Linotype. Компания-правообладатель рекомендует использовать этот шрифт, учитывая его сильный дизайн, для заголовков и рекламных объявлений.

## Использование
Такие шрифты нужно использовать очень осторожно. С точки зрения дизайна они очень интересны. Однако обычно их довольно трудно читать. Однако большая проблема заключается в их связях с культурным движением, известным своей развратностью. Они часто используются писателями и дизайнерами в оккультизме.
Из-за включения этого шрифта в ранние версии CorelDRAW под названием Arabia, он часто в самых разных контекстах использовался в восточной тематике, не имея ничего общего с каллиграфией арабского алфавита.
Шрифт использовался в титрах телесериала «Шоу 70-х». В 1989 году Data East использовали шрифт на главном экране компьютерной игры Hippodrome. Этим шрифтом также писалось название журнала White Dwarf с конца 1970-х до начала 1980-х годов. Шрифт также использовался на обложке студийного альбома Back to Bedlam Джеймса Бланта, альбома Every Good Boy Deserves Favour группы The Moody Blues, первого альбома Emergency on Planet Earth группы Jamiroquai, а также на альбомах Dinosaur Jr..
На многих почтовых марках СССР также использовался «Беклин-шрифт».

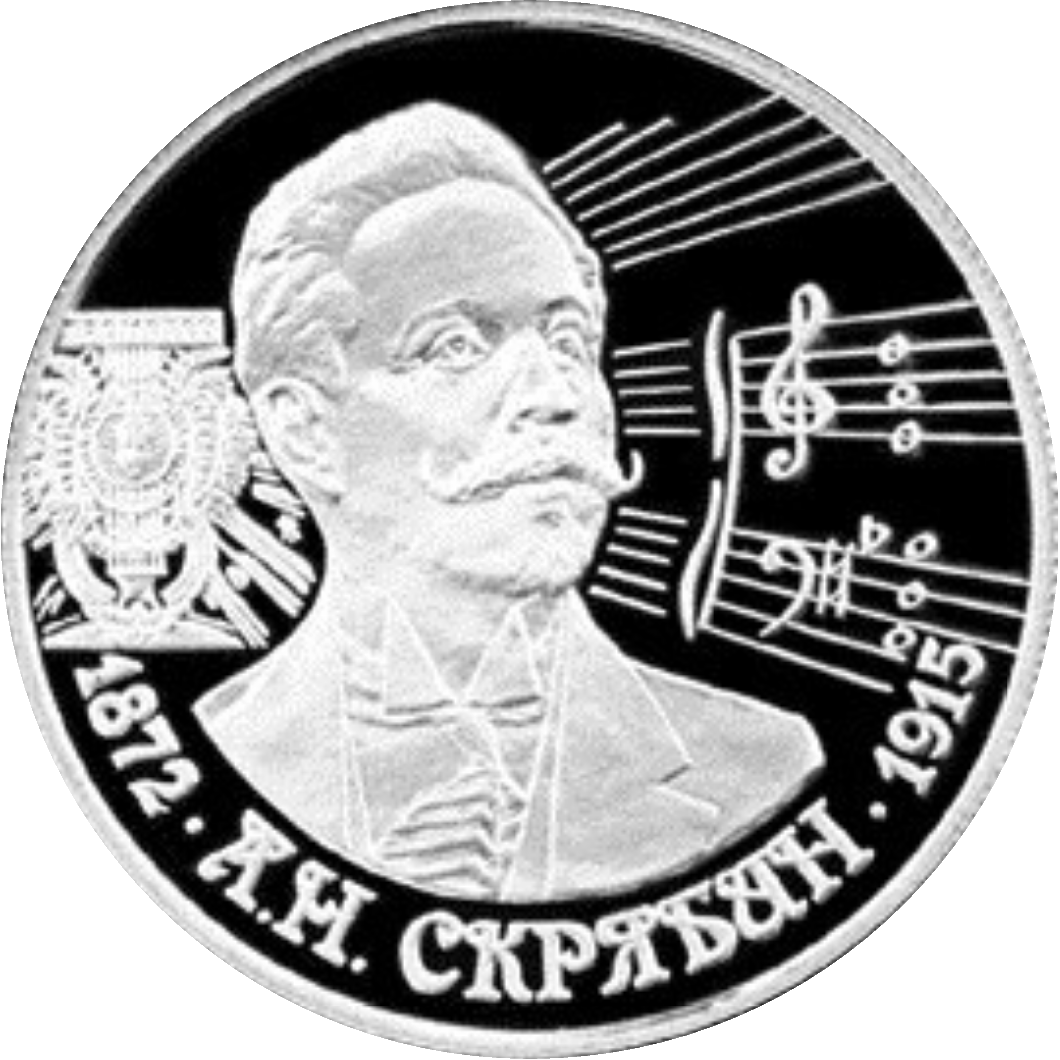
Монета банка России, посвящённая Александру Скрябину и оформленная шрифтом Arnold Böcklin
Название казахского города Тараз на его гербе оформлено шрифтом Arnold Böcklin
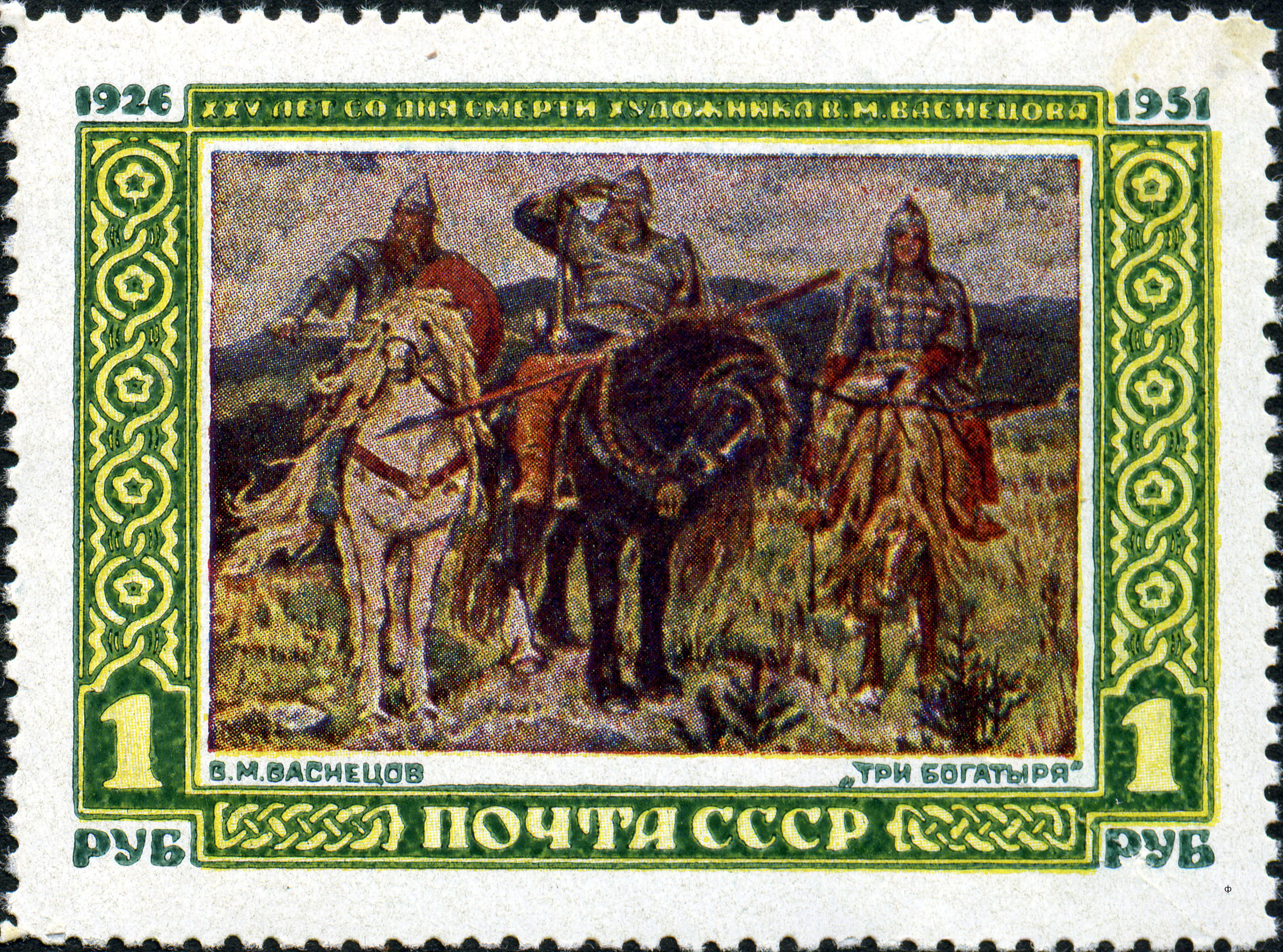
«Беклин-шрифт» на почтовой марке СССР[8].